# Þorgils saga Höllusonar
Þorgils saga Höllusonar es una de las sagas de los islandeses sobre la figura del goði Þorgils Hölluson, un caudillo de Islandia que obtuvo un goðorð de otro goði llamado Þórarinn, pero que había perdido los favores de los bóndi al perder recursos económicos y sus propiedades fueron confiscadas. Para el clan familiar de Þórarinn y su hijo Auðgísl eso se consideró una gran humillación y tragedia, Auðgísl había solicitado ayuda a Snorri Goði y le proporcionó un hacha. El conflicto desembocaría en la muerte de Þorgils de un hachazo propinado por Auðgísl. También se cita la relación con Guðrún Ósvífursdóttir y pretendiente a ser su cuarto marido, y su papel en la muerte de Helgi Harðbeinsson con el consiguiente proceso de compensaciones. Se considera hoy una obra perdida, pero el relato también aparece en la saga de Laxdœla.